# Aphis lactucae
Aphis lactucae är en insektsart. Aphis lactucae ingår i släktet Aphis och familjen långrörsbladlöss. Inga underarter finns listade i Catalogue of Life.